# Zhu Da
Pour les articles homonymes, voir Zhu.
Dans ce nom chinois, le nom de famille, Zhu, précède le nom personnel.
Zhū Dā (en chinois : 朱耷 ; pinyin : zhū dā ; Wade : Chu Ta), surnommé Badashan ren (八大山人, bādàshān rén, « l'homme des huit grandes montagnes »), est né en 1626 dans le Xian de Xinjian et mort en 1705 dans le même district. Il est un artiste peintre et calligraphe chinois du XVIIe siècle, l'un des plus connus de la Voie excentrique sous la dynastie Qing.

## Biographie
Né en 1625 à Nánchāng, dans la province du Jiāngxī et descendant de la dynastie Ming par le prince Zhu Quan. Son prénom social est Ren'an et ses surnoms Shunian, Geshan, Lüwu (Maison de l'âne) et Renwu.
Il commence très jeune à peindre et à écrire des poèmes. En 1644, quand l'empereur Chongzhen se suicide après la prise de Beijing par une armée rebelle et le franchissement de la Grande Muraille de Chine par l'armée mandchoue, le jeune homme trouve refuge dans un temple bouddhiste et se fait moine à 23 ans sous le nom bouddhique de Chuanqi, obtenant rapidement le titre de prêtre puis d'abbé.
En 1672, à la mort de son maître spirituel, l'abbé Hong Min, il quitte le monastère et mène une vie de moine-artiste itinérant. Il rejoint la cour de Hu Yitang, magistrat du comté de Línchuān. Il hésite à faire carrière en raison de son ascendance Ming.
Il prend  à partir de 1684 le surnom religieux Bādàshān rén (八大山人, parfois retranscrit en Pa-ta-shan-jen), sous lequel il reste célèbre en Chine.
Il est particulièrement contrarié par le départ de son protecteur, Hu Yitang. Le cœur brisé, à moins qu'il n'ait été atteint d'une affection cérébrale, il refuse de parler à quiconque; sur sa porte, il écrit le caractère yǎ (哑, « muet »). Il gesticule  frénétiquement, boit à l'excès, alternant les rires et les pleurs. Dans un accès de rage, il aurait brûlé sa robe, mettant ainsi un terme à sa vie monastique. À 54 ans, il renoue ainsi avec la vie profane et se marie tout en restant un peintre itinérant.

## Style
Sa réputation de peintre « sauvage » en a fait une légende. Ses coups de pinceau vifs et spontanés sont caractéristiques. En calligraphie, il s'inspire du style de Weijin. Pour la peinture de paysage, il a été « influencé » par Dong Qichang et Huang Zijiu. Et pour la peinture de fleurs et d'oiseaux, par Lin Liang, Shen Zhou et Xu Wei.

## Sources biographiques anciennes
- Shao Ch'ang-heng : Écrits de Ch'ing-men
- Ch'en Ting : Biographies de Liu-chi
- Chang Keng : Notes sur la peinture de la dynastie Qing
- Histoire du monastère de Ch'ing-yun (dont la postface serait de Zhu Da)

## Quelques œuvres

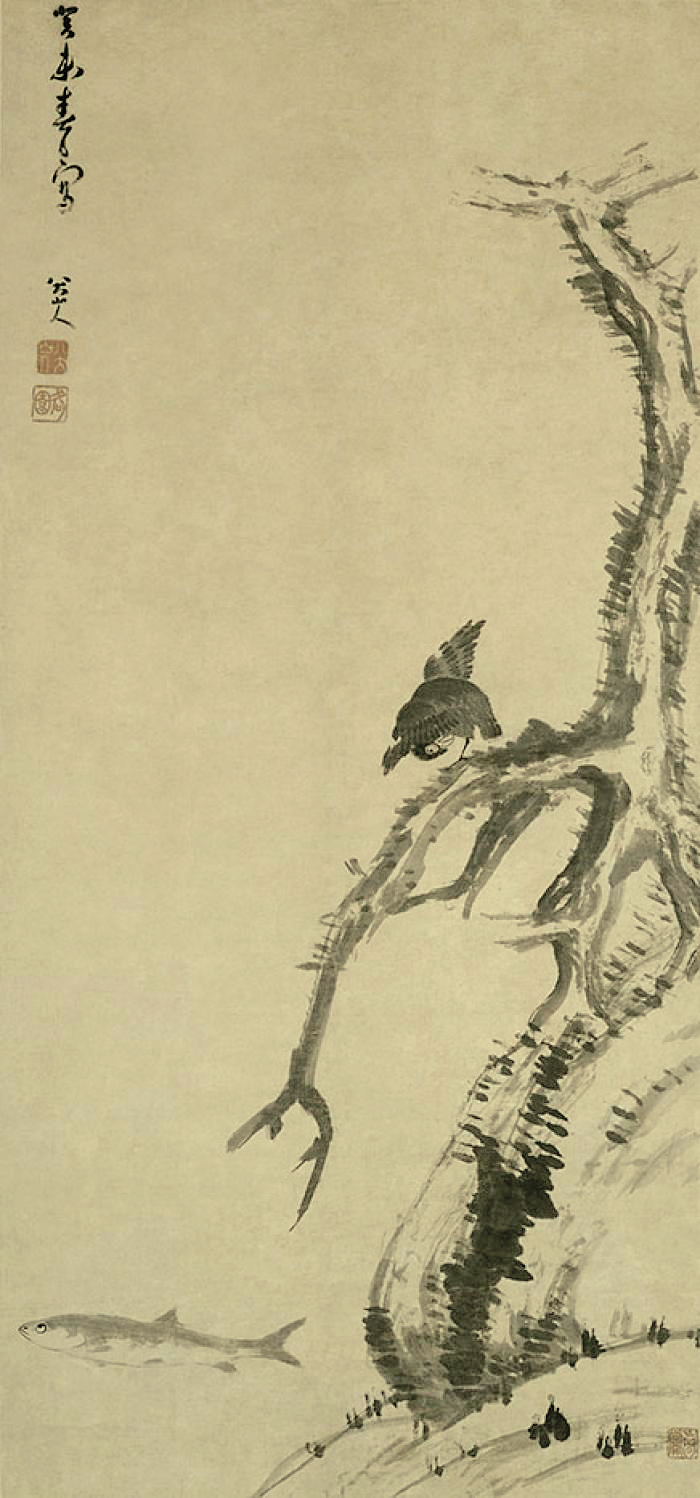
Oiseau sur un vieil arbre, 1703, rouleau vertical, encre sur papier, Palace Museum, Beijing.
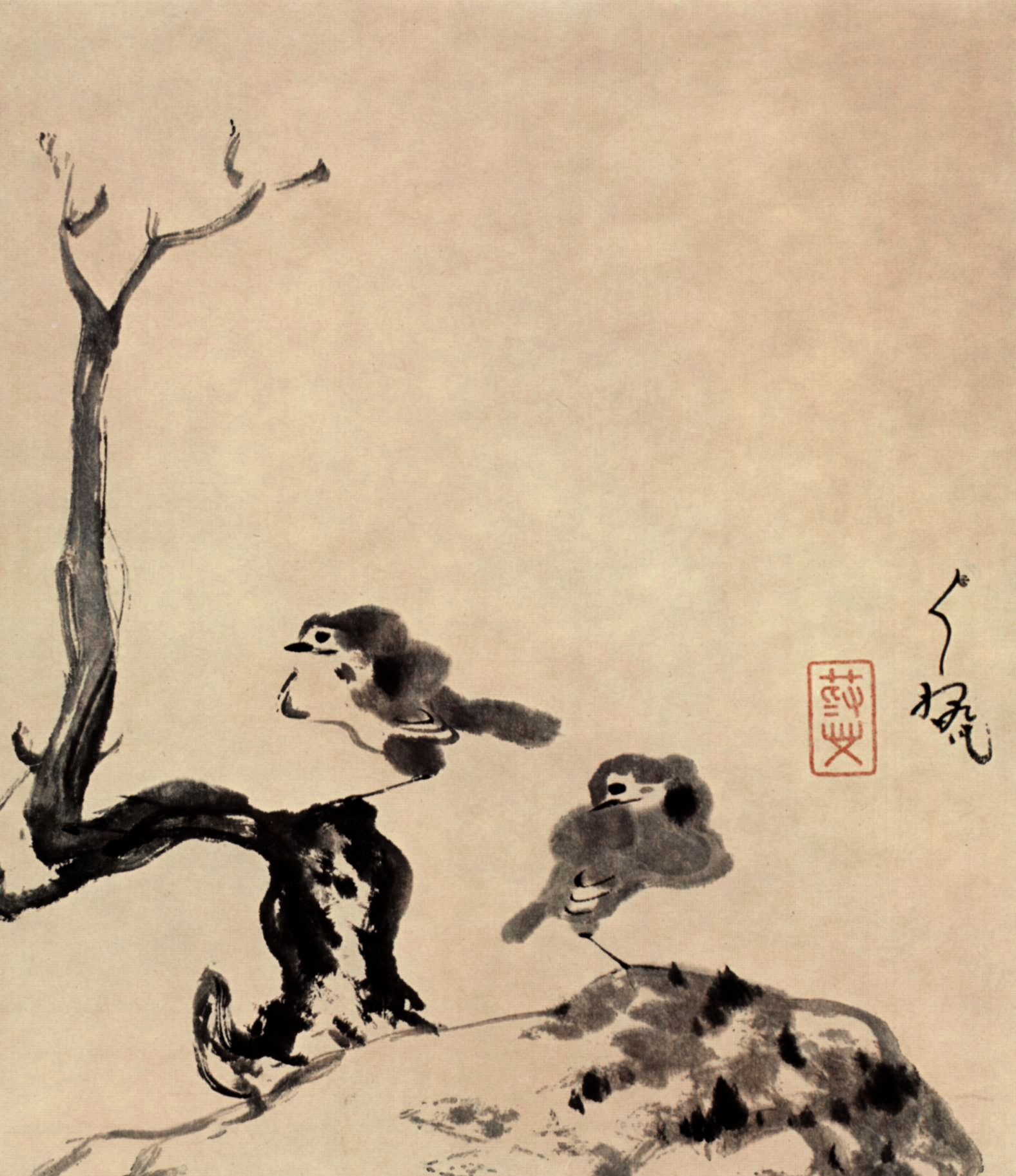
Deux oiseaux, encre sur papier, feuille d'album, 31,7 × 26,3 cm. Collection K. Sumitomo, Oiso (Japon)
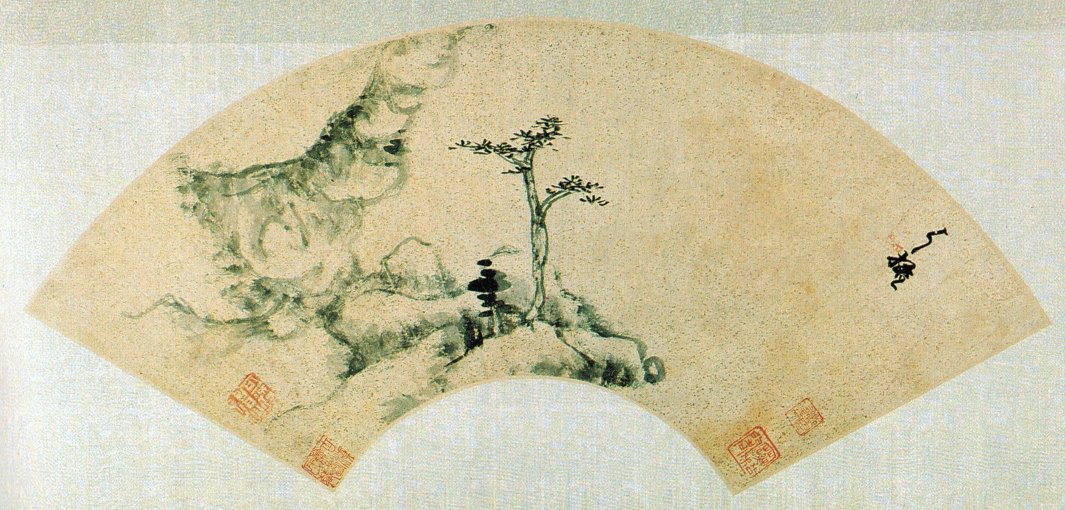
Le pin solitaire, Honolulu Academy of Arts.
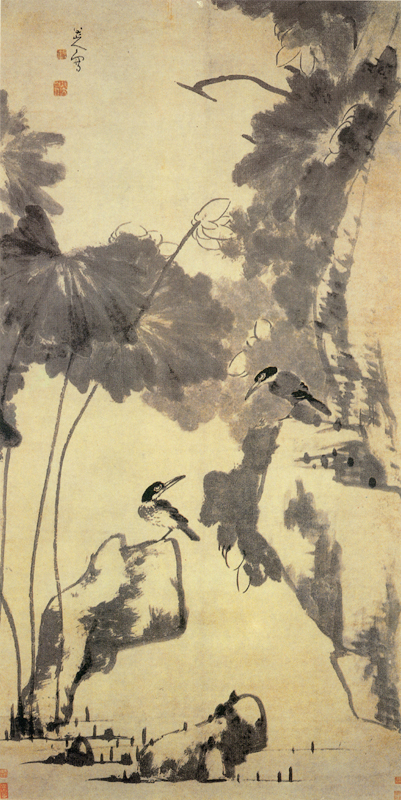
Lotus et deux oiseaux, Shanghai Museum.
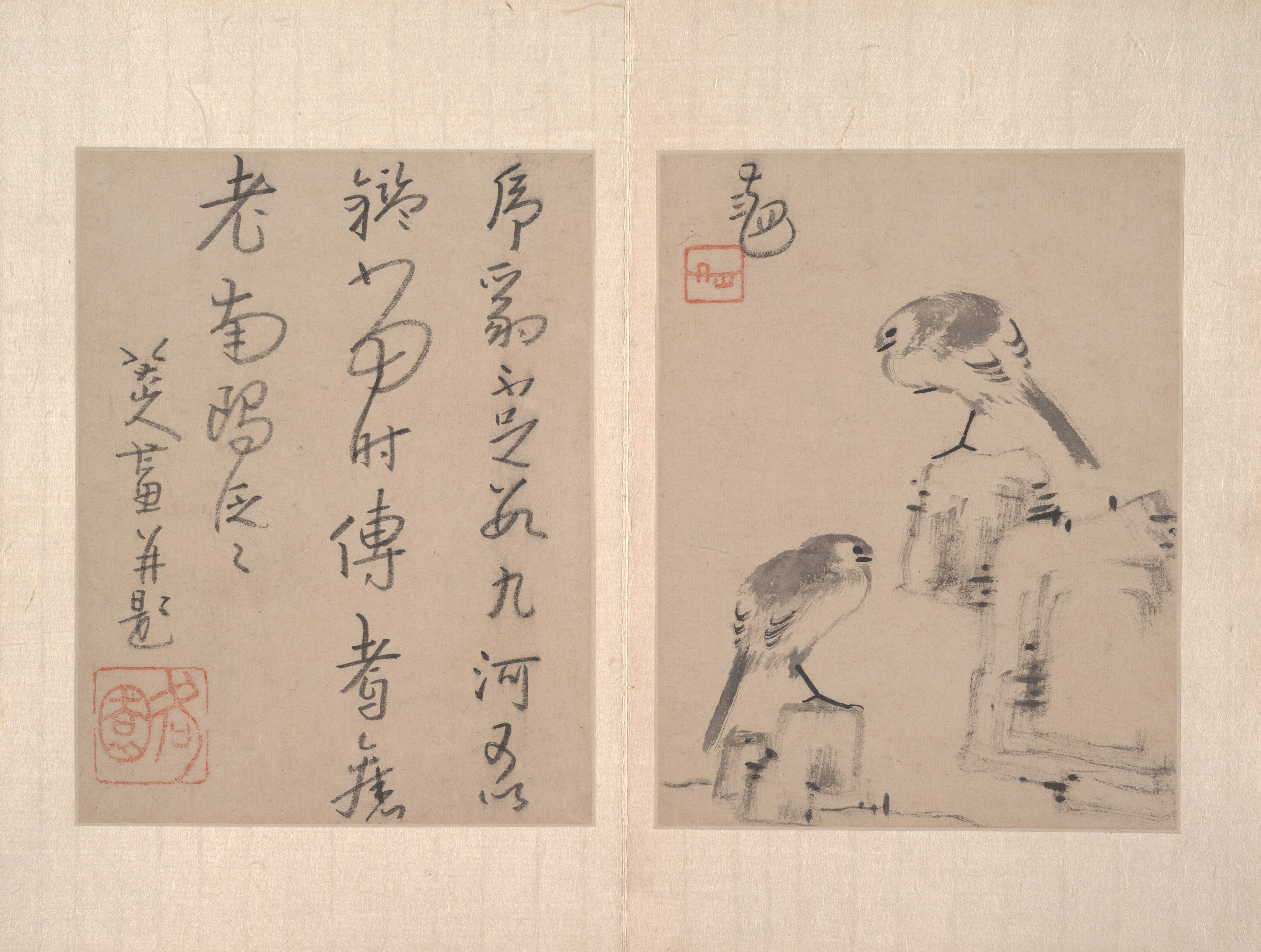
Feuille d'un album de 12 feuilles, ensemble 27.9 × 37.1 cm. Metropolitan Museum of Art
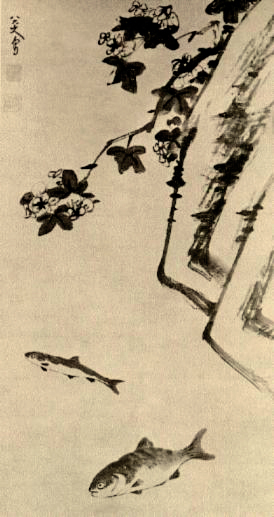
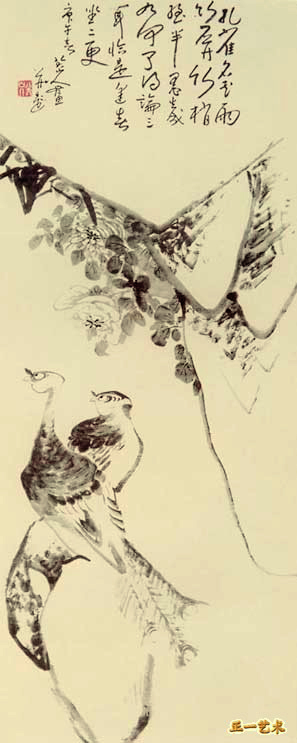
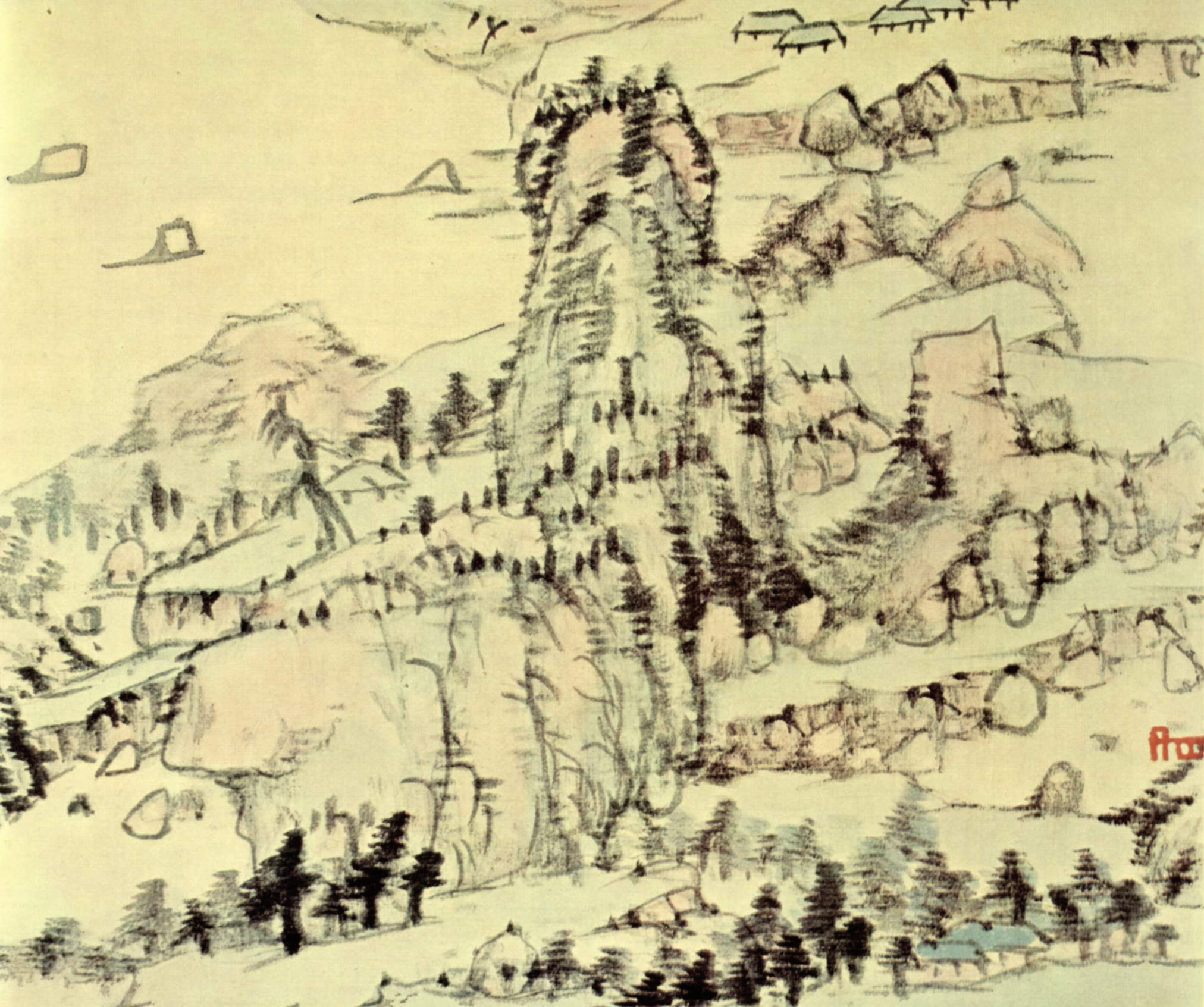
Paysage, 1650-1705, encre et couleurs sur soie, Honolulu Academy of Arts.
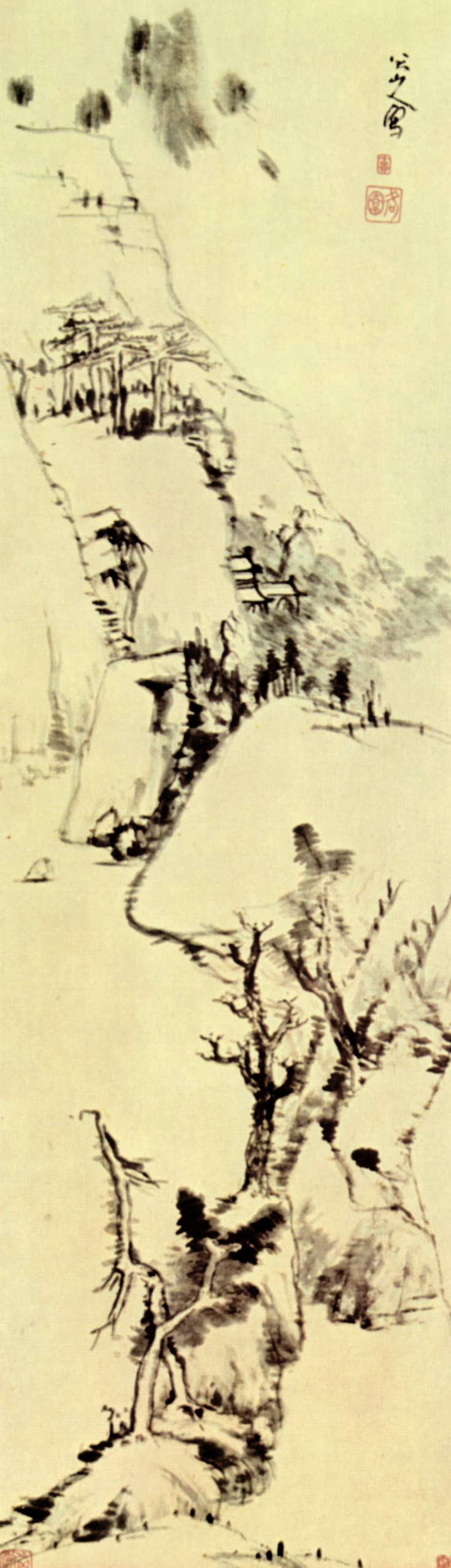
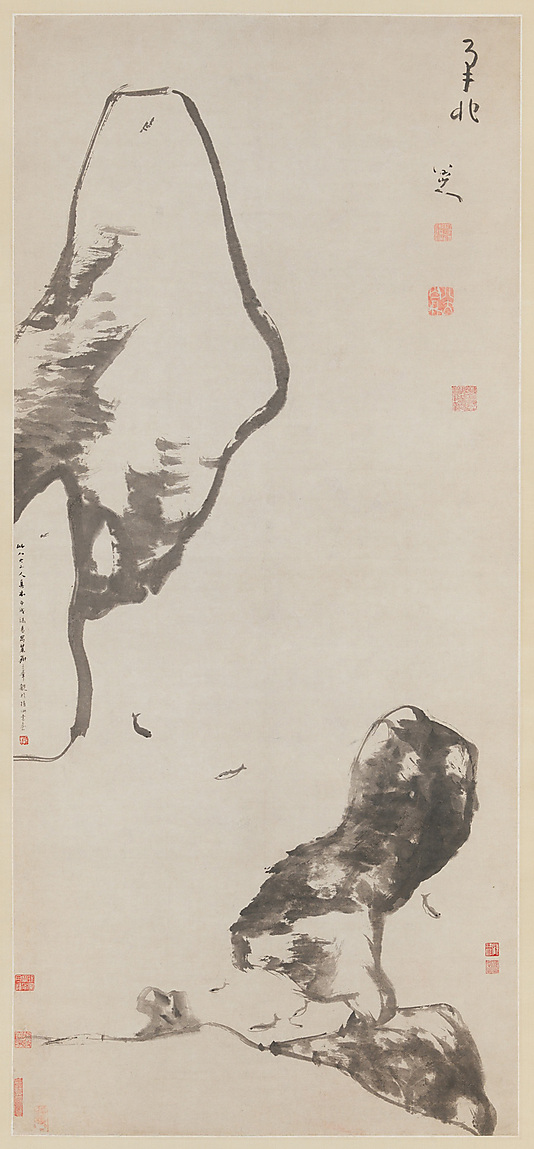
Poissons et rochers. Feuille d'album, encre sur papier, 135.3 × 61 cm. Metropolitan Museum of Art, New York.